# Zeuhl
Zeuhl (ausgesprochen etwa ['zœl]) ist eine Musikrichtung, die in den frühen 1970ern von der französischen Band Magma um den klassisch ausgebildeten Schlagzeuger Christian Vander und dem Sänger Klaus Blasquiz etabliert wurde. Die Genrebezeichnung ist dabei der von Vander erfundenen Kunstsprache Kobaïanisch entliehen, in der Zeuhl Wortz so viel bedeutet wie „himmlische Musik“.
Die musikalischen Wurzeln des Zeuhl gehen einerseits zurück auf Wegbereiter der Free-Jazz-Bewegung wie John Coltrane, andererseits finden sich Anklänge aus Folk und Blues, sowie Einflüsse aus Carl Orffs oder Igor Strawinskys Werk wieder.
Der Zeuhl wird von mehreren charakteristischen Elementen bestimmt. Besonders wichtig ist eine dominante Rhythmusfraktion, meist in Form einer pumpenden Bassgitarre und eines schleppenden oder flexibel aufspielenden Schlagzeugs. Langsame repetitive Strukturen, die dem Aufbau einer hypnotischen Atmosphäre dienen, sind ebenso markant wie solistische Passagen von hoher technischer Finesse. Gesang ist oft weitläufig vorhanden und kann beispielsweise aus mehrstimmigen Chorsätzen, wie bei Carl Orffs Carmina Burana, oder solistisch vorgetragenen Passagen mit schriller Intonation bestehen. Zeuhl-Bands verfügen außerdem nicht selten über einen Sologitarristen. Das Klavier oder E-Piano nimmt in der Regel eher eine begleitende Funktion ein, vor allem zur Betonung der repetitiven Muster.

## Vertreter
Vertreter des Genres finden sich vor allem in Frankreich und Japan. Dabei lässt sich tendenziell sagen, dass französische Bands eher in einem konventionellen, genretypischen Rahmen spielen, während man in Japan quirligere, abgedrehtere Spielarten mit zusätzlichen Einflüssen aus der Unterhaltungsmusik vorfindet. So hat die japanische Gruppe Ruins als Untergattung den Zeuhl-Punk etabliert. Diverse Blogs und andere Webseiten beschäftigten sich mit dem Genre.
| Französische Bands:                          | Französische Bands:                       | Japanische Bands:                                  | Sonstige Bands (dem Zeuhl teilweise nur entfernt stilistisch verwandt): |
| - Art Zoyd - Dün - Eider Stellaire - Eskaton | - Magma - Shub-Niggurath - Weidorje - Zao | - Bondage Fruit - Daimonji - Koenjihyakkei - Ruins | - Guapo (Großbritannien) - Univers Zero (Belgien) - Present (Belgien)   |